# Tweede klasse (voetbal België)
De Tweede klasse van het Belgisch voetbal was het tweede nationale niveau in de hiërarchie van de voetbalreeksen in België. Ze was de voorloper van de Eerste klasse B. De klasse bestond uit één competitiereeks met (meestal) achttien teams. De competitie ging van start midden augustus en eindigde begin mei. Eind december - begin januari werd een korte winterstop ingelast. De kampioen promoveerde naar de Eerste klasse. De ploeg die als voorlaatste eindigde in de Eerste klasse, werkte samen met de drie periodekampioenen uit de Tweede klasse een eindronde af. De winnaar van deze eindronde trad het volgende seizoen aan in de Eerste klasse. De twee laagst geklasseerde teams degradeerden naar de Derde klasse. De nummer zestien werkte, samen met enkele clubs uit de Derde klasse, een eindronde af. De winnaar speelde het seizoen erna in Tweede klasse.
Van 2008 tot 2010 heette de competitie officieel de EXQI League, verwijzend naar hoofdsponsor EXQI. In augustus 2012 werd de naam Belgacom League aangenomen, nadat Belgacom de nieuwe hoofdsponsor was geworden. In 2014 werd de naam veranderd in Proximus League.

## Winnaars en promoverende teams
Dit is een overzicht van alle winnaars uit de Tweede klasse. De laatste kolom geeft het team dat mee promoveert naar de Eerste klasse, dit is het team dat tweede eindigde of een eindronde won of om andere redenen kon promoveren. Indien een team niet omwille van zijn tweede plaats promoveerde, wordt de plaats in de eindrangschikking tussen haakjes weergegeven.

### Na oprichting competitie
Aanvankelijk was er geen eenvormige Tweede klasse, enkel een Ereafdeling bestond. Daaronder werd de eerste jaren op verschillende manieren een regionale competitie ingericht. Later werd een bevorderingsreeks gecreëerd op het tweede niveau vlak onder de Ereafdeling. De eerste jaren van de competitie promoveerde de winnaar van de "Eerste Afdeling" niet naar de hogere reeks. Indien de winnaar niet promoveert wordt de naam in cursief weergegeven. De aanduiding II na een clubnaam duidt aan dat het niet om het eerste elftal van de club gaat, dat eerste elftal speelde immers in de hoogste klasse.
| Seizoen | Winnaar                     | Opmerking |
| --- | --------------------------- | --- |
| De seizoenen van 1896 tot 1909 waren niet een nationaal niveau onder de hoogste afdeling. Het was een competitie voor tweede elftallen van de eersteklassers, aangevuld met enkele andere clubs. Soms werden regionale voorrondes georganiseerd met een nationale eindronde. |                             | |
| 1896-1897 | FC Liégeois II              | |
| 1897-1898 | Verviers FC                 | Na dit seizoen zouden enkele nieuwe clubs in de Eerste klasse spelen, maar dit kwam door een andere competitie-indeling. |
| 1898-1899 | Skill FC de Bruxelles       | Opnieuw zouden nog enkele andere clubs het volgende seizoen voor de landstitel mogen meedingen. |
| 1899-1900 | Racing Club de Bruxelles II | Opnieuw zou de Eerste klasse het volgende seizoen een nieuwe competitiestructuur krijgen. Verviers FC, dat de halve finale van de eindronde in de Eerste Afdeeling won, zou zo het volgende seizoen in Eere-afdeling aantreden. |
| 1900-1901 | Union Saint-Gilloise        | Ook Antwerp FC dat de kwartfinale van de eindronde had gespeeld zou het volgende seizoen in de hoogste afdeling mogen aantreden.                                                                                                |
| 1901-1902 | Olympia Club de Bruxelles   | |
| 1902-1903 | Daring Club de Bruxelles    | Olympia Club de Bruxelles (2de in eindronde) promoveerde mee. |
| 1903-1904 | Union Saint-Gilloise II     | |
| 1904-1905 | Union Saint-Gilloise II     | |
| 1905-1906 | Union Saint-Gilloise II     | SC Courtraisien (2de in de eindronde) promoveerde aangezien een reserve-elftal niet kon promoveren. |
| 1906-1907 | Beerschot AC                | |
| 1907-1908 | RC de Gand                  | Excelsior SC de Bruxelles (2de in de eindronde) promoveerde mee. |
| 1908-1909 | Standard FC Liégeois        | |

### Competitiehervorming 1909
Door een competitiehervorming in 1909 werd vanaf het seizoen 1909-1910 een echt tweede nationaal niveau ingericht, zoals de huidige tweede klasse. Initieel promoveerde enkel de kampioen naar de Eerste klasse, vanaf het seizoen 1911-1912 promoveerde ook de vice-kampioen. De officiële naam van deze afdeling was Promotion (Promotie of Bevordering).
| Seizoen                                                                                 | Winnaar                | Promotie naar Ere-afdeling                                             | Degradatie naar regionale afdelingen                                            | Opmerking              |
| --------------------------------------------------------------------------------------- | ---------------------- | ---------------------------------------------------------------------- | ------------------------------------------------------------------------------- | ---------------------- |
| 1909-1910                                                                               | RC Malines             | RC Malines (1e)                                                        | Geen enkele club degradeert                                                     | 1 reeks met 11 ploegen |
| 1910-1911                                                                               | RC de Gand             | RC de Gand (1e)                                                        | Uccle Sport (2e) · SC Theux (11e) · Antwerp Football Alliance (12e)             | 1 reeks met 12 ploegen |
| 1911-1912                                                                               | FC Liégeois            | FC Liégeois (1e) · CS Verviétois (2e)                                  | AS Anvers-Borgerhout (11e) · Berchem Sport (12e)                                | 1 reeks met 12 ploegen |
| 1912-1913                                                                               | AA La Gantoise         | AA La Gantoise (1e) · Léopold Club (2e)                                | US Tournaisienne (11e) · FC Avenir Hasselt (12e)                                | 1 reeks met 12 ploegen |
| 1913-1914                                                                               | Uccle Sport            | Uccle Sport (1e) · RC Malines (2e)                                     | Excelsior FC Hasselt (11e) · Excelsior SC de Bruxelles (12e)                    | 1 reeks met 12 ploegen |
| Tussen 1914 en 1919 werd wegens de Eerste Wereldoorlog geen competitievoetbal gespeeld. |                        |                                                                        |                                                                                 |                        |
| 1919-1920                                                                               | Tilleur FC             | Geen enkele club promoveert                                            | Geen enkele club degradeert                                                     | 1 reeks met 12 ploegen |
| 1920-1921                                                                               | Standard Club Liégeois | Standard Club Liégeois (1e) · FC Malinois (2e) · SC Anderlechtois (3e) | AEC Mons (12e)                                                                  | 1 reeks met 12 ploegen |
| 1921-1922                                                                               | Uccle Sport            | Uccle Sport (1e) · Berchem Sport (2e)                                  | CS La Forestoise (11e) · Courtrai Sport (12e) · Boom FC (13e) · Fléron FC (14e) | 1 reeks met 14 ploegen |
| 1922-1923                                                                               | RFC Liégeois           | RFC Liégeois (1e) · RC de Gand (2e)                                    | Geen enkele club degradeert                                                     | 1 reeks met 14 ploegen |

### Na competitiehervorming van 1923
Vanaf 1923 werd de tweede klasse opgedeeld in twee reeksen van veertien ploegen, onder de naam Promotion (Bevordering) A en Promotion B. Beide winnaars promoveerden naar Ere-afdeling. De twee ploegen die tweede eindigden speelden testwedstrijden voor de derde promotieplaats.
| Seizoen   | Winnaar                                                   | Promotie naar Ere-afdeling                                                             | Degradatie naar regionale afdelingen |
| --------- | --------------------------------------------------------- | -------------------------------------------------------------------------------------- | --- |
| 1923-1924 | reeks A: SC Anderlechtois reeks B: White Star Woluwe AC   | SC Anderlechtois (1e in A) White Star Woluwe AC (1e in B) FC Malinois (2e in A)        | CS de Schaerbeek (11e in A) · Skill Racing Union (12e in A) · AEC Mons (13e in A) · US Tournaisienne (14e in A) · Vilvorde FC (11e in B) · AA Termondoise (12e in B) · Entente Tamines (13e in B) · Fléron FC (14e in reeks B) |
| 1924-1925 | reeks A: Tilleur FC reeks B: CS Verviétois                | Tilleur FC (1e in A) CS Verviétois (1e in B) RC Malines (2e in A)                      | Charleroi SC (11e in A) · Excelsior FC Hasselt (12e in A) · Racing FC Montegnée (13e in A) · SV Audenaerde (14e in A) · SC Theux (11e in B) · SV Blankenberghe (12e in B) · FC Bressoux (13e in B) · Jeunesse Arlonaise (14e in reeks B) |
| 1925-1926 | reeks A: R. Racing Club de Bruxelles reeks B: FC Malinois | R. Racing Club de Bruxelles (1e in A) FC Malinois (1e in B) CS La Forestoise (2e in A) | Stade Louvaniste (8e in A) · Courtrai Sport (9e in A) · AS Renaisienne (10e in A) · FC Sérésien (11e in A) · RC Vottem (12e in A) · Excelsior SC de Bruxelles (13e in A) · US Tournaisienne (14e in A) · CS Tongrois (8e in B) · AS Ostendaise (9e in B) · R. Léopold Club (10e in B) · SR Dolhain FC (11e in B) · AEC Mons (12e in B) · VG Oostende (13e in B) · Vilvorde FC (14e in reeks B) |

### Na competitiehervorming van 1926
Vanaf 1926 bestond de tweede klasse uit één enkele reeks van veertien ploegen, onder de naam Eerste afdeeling. Onder de Eerste afdeling werd een nieuw derde nationaal niveau gecreëerd onder de naam Bevordering, de latere Derde klasse. De top twee promoveerde naar de Ere-afdeling, terwijl de laatste drie ploegen degradeerden naar de bevorderingsreeksen.
| Seizoen   | Winnaar             | Promotie naar Ere-Afdeling                   | Degradatie naar Bevordering                                                   |
| --------- | ------------------- | -------------------------------------------- | ----------------------------------------------------------------------------- |
| 1926-1927 | Liersche SK         | Liersche SK (1e) · SC Anderlechtois (2e)     | AS Herstalienne (12e) · Sint-Ignatius SC Antwerpen (13e) · SRU Verviers (14e) |
| 1927-1928 | FC Malinois         | FC Malinois (1e) · R. Tilleur FC (2e)        | Courtrai Sport (12e) · Oude God Sport (13e) · Fléron FC (14e)                 |
| 1928-1929 | RFC Brugeois        | RFC Brugeois (1e) · SC Anderlechtois (2e)    | CS Tongrois (12e) · Boom FC (13e) · AS Renaisienne (14e)                      |
| 1929-1930 | Racing FC Montegnée | Racing FC Montegnée (1e) · Tubantia FAC (2e) | White Star Woluwe AC (12e) · Vilvorde FC (13e) · RCS Verviétois (14e)         |
| 1930-1931 | RRC de Gand         | RRC de Gand (1e) · FC Turnhout (2e)          | Geen enkele club degradeert.                                                  |

### Na competitiehervorming van 1931
Vanaf 1931 bestond de Tweede klasse uit een "Eerste Afdeeling A" en een "Eerste Afdeeling B". Beide winnaars promoveerden.
| Seizoen   | Winnaar A                   | Winnaar B                   |
| --------- | --------------------------- | --------------------------- |
| 1931-1932 | TSV Lyra                    | R. Racing Club de Bruxelles |
| 1932-1933 | Belgica FC Edegem           | R. Tilleur FC               |
| 1933-1934 | White Star Woluwe FC        | R. Berchem Sport            |
| 1934-1935 | RFC Brugeois                | RSC Anderlechtois           |
| 1935-1936 | FC Turnhout                 | ARA La Gantoise             |
| 1936-1937 | RC Tirlemont                | OC de Charleroi             |
| 1937-1938 | Boom FC                     | RCS Brugeois                |
| 1938-1939 | SC Eendracht Aalst          | R. Tilleur FC               |
| 1939-1940 | oorlog                      | oorlog                      |
| 1940-1941 | oorlog                      | oorlog                      |
| 1941-1942 | RCS La Forestoise           | R. Racing Club de Bruxelles |
| 1942-1943 | K. Lyra                     | R. Berchem Sport            |
| 1943-1944 | Sint-Niklaassche SK         | RFC Liégeois                |
| 1944-1945 | oorlog                      | oorlog                      |
| 1945-1946 | RFC Brugeois                | K. Lyra                     |
| 1946-1947 | R. Uccle Sport              | R. Charleroi SC             |
| 1947-1948 | RC Mechelen KM              | R. Tilleur FC               |
| 1948-1949 | R. Stade Louvaniste         | RFC Brugeois                |
| 1949-1950 | Daring Club de Bruxelles SR | K. Beeringen FC             |
| 1950-1951 | Union Royale Saint-Gilloise | RUS Tournaisienne           |
| 1951-1952 | RRC de Gand                 | K. Beringen FC              |

### Na competitiehervorming van 1952
Na 1952 is er opnieuw slechts één reeks in Tweede Klasse.
| Seizoen                                                                                | Kampioen                             | Vice-kampioen                                                                              |
| -------------------------------------------------------------------------------------- | ------------------------------------ | ------------------------------------------------------------------------------------------ |
| De kampioen en de vice-kampioen promoveren naar de Eerste klasse.                      |                                      |                                                                                            |
| 1952-1953                                                                              | K. Lyra                              | K. Lierse SK                                                                               |
| 1953-1954                                                                              | K. Waterschei SV Thor                | R. Racing Club de Bruxelles                                                                |
| 1954-1955                                                                              | R. Daring Club de Bruxelles          | K. Beeringen FC                                                                            |
| 1955-1956                                                                              | RCS Verviétois                       | R. OC de Charleroi                                                                         |
| 1956-1957                                                                              | K. Waterschei SV Thor                | K. Sint-Truidense VV                                                                       |
| 1957-1958                                                                              | K. Beringen FC                       | RRC Tournaisien                                                                            |
| 1958-1959                                                                              | R. Daring Club de Bruxelles          | RFC Brugeois                                                                               |
| 1959-1960                                                                              | KSC Eendracht Aalst                  | VV Patro Eisden                                                                            |
| 1960-1961                                                                              | KFC Diest                            | RCS Brugeois                                                                               |
| 1961-1962                                                                              | R. Berchem Sport                     | K. Beeringen FC                                                                            |
| 1962-1963                                                                              | KFC Malinois                         | KFC Turnhout (3)°                                                                          |
| 1963-1964                                                                              | Union Royale Saint-Gilloise          | R. Tilleur FC                                                                              |
| 1964-1965                                                                              | R. Racing White                      | KFC Malinois                                                                               |
| 1965-1966                                                                              | KSV Waregem                          | R. Charleroi SC                                                                            |
| 1966-1967                                                                              | SK Beveren-Waas                      | R. OC Charleroi                                                                            |
| 1967-1968                                                                              | ARA La Gantoise                      | Union Royale Saint-Gilloise                                                                |
| 1968-1969                                                                              | AS Oostende KM                       | R. Crossing Club Molenbeek                                                                 |
| 1969-1970                                                                              | KFC Diest                            | Royal Antwerp FC                                                                           |
| 1970-1971                                                                              | KSV Cercle Brugge                    | KV Mechelen                                                                                |
| 1971-1972                                                                              | K. Berchem Sport                     | K. Beeringen FC                                                                            |
| 1972-1973                                                                              | SK Beveren-Waas                      | KSV Waregem                                                                                |
| Seizoen                                                                                | Kampioen                             | Eindronde                                                                                  |
| Vanaf het seizoen 1973-1974 promoveert naast de kampioen de winnaar van een eindronde. |                                      |                                                                                            |
| 1973-1974                                                                              | R. OC de Montignies-sur-Sambre       | AS Oostende KM (2)°° Sporting Lokeren (3) °° KFC Winterslag (5) °° R. Charleroi SC (14) °° |
| 1974-1975                                                                              | KRC Mechelen                         | RAA Louviéroise (3)                                                                        |
| 1975-1976                                                                              | KFC Winterslag                       | KV Kortrijk (4)                                                                            |
| 1976-1977                                                                              | K. Boom FC                           | RAA Louviéroise (5)                                                                        |
| 1977-1978                                                                              | K. Waterschei SV Thor Genk           | K. Berchem Sport (2)                                                                       |
| 1978-1979                                                                              | KSV Cercle Brugge                    | KSC Hasselt (5)                                                                            |
| 1979-1980                                                                              | KAA Gent                             | KV Kortrijk (2)                                                                            |
| 1980-1981                                                                              | KSK Tongeren                         | KV Mechelen (5)                                                                            |
| 1981-1982                                                                              | RFC Sérésien                         | K. Beerschot VAV (2)                                                                       |
| 1982-1983                                                                              | KV Mechelen                          | K. Beringen FC (4)                                                                         |
| 1983-1984                                                                              | K. Sint-Niklase SK                   | Racing Jet de Bruxelles (3)                                                                |
| 1984-1985                                                                              | R.W.D.Molenbeek                      | R.Charleroi SC (4)                                                                         |
| 1985-1986                                                                              | K. Berchem Sport                     | Racing Jet de Bruxelles (2)                                                                |
| 1986-1987                                                                              | K. Sint-Truidense VV                 | KFC Winterslag (2)                                                                         |
| 1987-1988                                                                              | KRC Mechelen                         | K. Lierse SK (5)                                                                           |
| 1988-1989                                                                              | KFC Germinal Ekeren                  | KAA Gent (3)                                                                               |
| 1989-1990                                                                              | R.W.D.Molenbeek                      | KRC Genk (4)                                                                               |
| 1990-1991                                                                              | KSK Beveren                          | KSC Eendracht Aalst (4)                                                                    |
| 1991-1992                                                                              | KFC Lommel SK                        | K. Boom FC (4)                                                                             |
| 1992-1993                                                                              | RFC Sérésien                         | KV Oostende (3)                                                                            |
| 1993-1994                                                                              | K. Sint-Truidense VV                 | KSC Eendracht Aalst (4)                                                                    |
| 1994-1995                                                                              | KSV Waregem                          | KRC Harelbeke (5)                                                                          |
| 1995-1996                                                                              | Sporting Lokeren                     | KRC Genk (2) °°° R. Excelsior Mouscron (3) °°°                                             |
| 1996-1997                                                                              | KSK Beveren                          | KVC Westerlo (2)                                                                           |
| 1997-1998                                                                              | KV Oostende                          | KV Kortrijk (2)                                                                            |
| 1998-1999                                                                              | KV Mechelen                          | KFC Verbroedering Geel (3)                                                                 |
| 1999-2000                                                                              | Royal Antwerp FC                     | RAA Louviéroise (3)                                                                        |
| 2000-2001                                                                              | KFC Lommel SK                        | R.W.D.Molenbeek (3)                                                                        |
| 2001-2002                                                                              | KV Mechelen                          | RAEC Mons (3)                                                                              |
| 2002-2003                                                                              | KSV Cercle Brugge                    | K. Heusden-Zolder SK (3)                                                                   |
| 2003-2004                                                                              | FC Brussels                          | KV Oostende (2)                                                                            |
| 2004-2005                                                                              | SV Zulte Waregem                     | KSV Roeselare (2)                                                                          |
| 2005-2006                                                                              | RAEC Mons                            | K. Lierse SK (17de in Eerste Klasse) °°°°                                                  |
| 2006-2007                                                                              | FCV Dender EH                        | KV Mechelen (2)                                                                            |
| 2007-2008                                                                              | KV Kortrijk                          | AFC Tubize (2)                                                                             |
| 2008-2009                                                                              | K. Sint-Truidense VV                 | KSV Roeselare (16de in Eerste Klasse)                                                      |
| 2009-2010                                                                              | K. Lierse SK                         | KAS Eupen (4)                                                                              |
| 2010-2011                                                                              | Oud-Heverlee Leuven                  | RAEC Mons (3)                                                                              |
| 2011-2012                                                                              | Royale Sporting du Pays de Charleroi | KVRS Waasland - SK Beveren (2)                                                             |
| 2012-2013                                                                              | KV Oostende                          | Cercle Brugge KSV (winnaar play-off III in Eerste Klasse)                                  |
| 2013-2014                                                                              | KVC Westerlo                         | Royal Mouscron-Péruwelz (4)                                                                |
| 2014-2015                                                                              | Sint-Truidense VV                    | Oud-Heverlee Leuven (5)                                                                    |
| 2015-2016                                                                              | White Star Brussel                   | geen eindronde                                                                             |

#### Titels per club
Het volgend overzicht toont het aantal titels per club (tot en met seizoen 2015/16)
| Club (stamnummer)                | Titels | Seizoen                                 |
| -------------------------------- | ------ | --------------------------------------- |
|                                  |        |                                         |
| KV Mechelen (25)                 | 6      | 1926 · 1928 · 1963 · 1983 · 1999 · 2002 |
|                                  |        |                                         |
| R. Tilleur FC (21)               | 5      | 1920 · 1925 · 1933 · 1939 · 1948        |
| RWD Molenbeek (47)               | 5      | 1924 · 1934 · 1965 · 1985 · 1990        |
| K. Berchem Sport (28)            | 5      | 1934 · 1943 · 1962 · 1972 · 1986        |
|                                  |        |                                         |
| R. Daring Club de Bruxelles (2)  | 4      | 1903 · 1950 · 1955 · 1959               |
| RRC de Gand (11)                 | 4      | 1908 · 1911 · 1931 · 1952               |
| KRC Mechelen (24)                | 4      | 1910 · 1948 · 1975 · 1988               |
| KAA Gent (7)                     | 4      | 1913 · 1936 · 1968 · 1980               |
| RFC Brugeois (3)                 | 4      | 1929 · 1935 · 1946 · 1949               |
| K. Lyra (52)                     | 4      | 1932 · 1943 · 1946 · 1953               |
| Cercle Brugge KSV (12)           | 4      | 1938 · 1971 · 1979 · 2003               |
| KSK Beveren (2300)               | 4      | 1967 · 1973 · 1991 · 1997               |
| K. Sint-Truidense VV (373)       | 4      | 1987 · 1994 · 2009 · 2015               |
|                                  |        |                                         |
| RFC Liégeois (4)                 | 3      | 1897 · 1912 · 1923 · 1944               |
| RCS Verviétois (8)               | 3      | 1898 · 1925 · 1956                      |
| R. Racing Club de Bruxelles (6)  | 3      | 1900 · 1926 · 1932 · 1942               |
| Union R. Saint-Gilloise (10)     | 3      | 1901 · 1904 · 1905 · 1906 · 1951 · 1964 |
| R. Uccle Sport (15)              | 3      | 1914 · 1922 · 1947                      |
| K. Beeringen FC (522)            | 3      | 1950 · 1952 · 1958                      |
| K. Waterschei SV Thor Genk (553) | 3      | 1954 · 1957 · 1978                      |
|                                  |        |                                         |
| Standard Club Liégeois (16)      | 2      | 1909 · 1921                             |
| RSC Anderlechtois (35)           | 2      | 1924 · 1935                             |
| K. Lierse SK (30)                | 2      | 1927 · 2010                             |
| R. OC de Charleroi (246)         | 2      | 1937 · 1974                             |
| K. Boom FC (58)                  | 2      | 1938 · 1977                             |
| KSC Eendracht Aalst (90)         | 2      | 1939 · 1960                             |
| K. Sint-Niklase SK (221)         | 2      | 1944 · 1984                             |
| Sporting Charleroi (22)          | 2      | 1947 · 2012                             |
| KFC Diest (41)                   | 2      | 1961 · 1970                             |
| KSV Waregem (4451)               | 2      | 1966 · 1995                             |
| RFC Sérésien (17)                | 2      | 1982 · 1993                             |
| KFC Lommel SK (1986)             | 2      | 1992 · 2001                             |
| KV Oostende (31)                 | 2      | 1998 · 2013                             |
|                                  |        |                                         |
| Skill FC de Bruxelles (geen)     | 1      | 1899                                    |
| Olympia Club de Bruxelles (geen) | 1      | 1902                                    |
| Beerschot AC (13)                | 1      | 1907                                    |
| RFC Montegnée (77)               | 1      | 1930                                    |
| Belgica FC Edegem (375)          | 1      | 1933                                    |
| FC Turnhout (148)                | 1      | 1936                                    |
| RC Tirlemont (132)               | 1      | 1937                                    |
| RCS La Forestoise (51)           | 1      | 1942                                    |
| R. Stade Louvaniste (18)         | 1      | 1949                                    |
| RUS Tournaisienne (26)           | 1      | 1951                                    |
| AS Oostende KM (53)              | 1      | 1969                                    |
| KFC Winterslag (322)             | 1      | 1976                                    |
| KSK Tongeren (54)                | 1      | 1981                                    |
| KFC Germinal Ekeren (3530)       | 1      | 1989                                    |
| Sporting Lokeren (282)           | 1      | 1996                                    |
| Royal Antwerp FC (1)             | 1      | 2000                                    |
| FC Brussels (1936)               | 1      | 2004                                    |
| SV Zulte Waregem (5381)          | 1      | 2005                                    |
| RAEC Mons (44)                   | 1      | 2006                                    |
| FCV Dender EH (3900)             | 1      | 2007                                    |
| KV Kortrijk (19)                 | 1      | 2008                                    |
| Oud-Heverlee Leuven (6142)       | 1      | 2011                                    |
| KVC Westerlo (2024)              | 1      | 2014                                    |
| White Star Brussel (5750)        | 1      | 2016                                    |

#### Titels per gewest
Het volgend overzicht toont het aantal titels per gewest (tot en met seizoen 2015/16)
| Gewest                         | Titels |
| ------------------------------ | ------ |
| Vlaanderen                     | 82     |
| Brussels Hoofdstedelijk Gewest | 25     |
| Wallonië                       | 22     |

#### Titels per provincie
Het volgend overzicht toont het aantal titels per Provincie (tot en met seizoen 2015/16)
| Provincie                                                          | Titels |
| ------------------------------------------------------------------ | ------ |
| Antwerpen                                                          | 29     |
| Brussels Hoofdstedelijk Gewest (behoort tot geen enkele provincie) | 25     |
| Oost-Vlaanderen                                                    | 18     |
| Luik                                                               | 16     |
| West-Vlaanderen                                                    | 15     |
| Limburg                                                            | 15     |
| Henegouwen                                                         | 6      |
| Vlaams-Brabant                                                     | 5      |

° In 1962/63 werd K. Waterschei SV Thor tweede en zou zo mogen promoveren. Het team moest echter degraderen naar aanleiding van competitiefraude, na een klacht van Tilleur FC dat vierde werd. Het team dat derde was geëindigd, KFC Turnhout kon zo naar Eerste klasse promoveren.
°° Na het seizoen 1973/74 werd de Eerste klasse uitgebreid van zestien clubs naar twintig clubs. Dit betekende dat naast kampioen R. OC de Charleroi nog plaats was voor extra clubs die de promotie konden maken. AS Oostende en Sporting Lokeren promoveerden als respectievelijke tweede en derde rechtstreeks mee met de kampioen. KFC Winterslag en AS Eupen speelden een eindronde met de twee laatste teams uit eerste klasse, dit waren K. Lierse SV en K. Sint-Truidense VV die respectievelijke vijftiende en zestiende waren geworden. In die eindronde eindigden Lierse en Winterslag als nummers één en twee, Sint-Truiden en Eupen werden voorlaatste en laatste. Dit betekende dat Lierse in de Eerste kon blijven, en Winterslag mee kon promoveren. Sint-Truiden degradeerde naar de Tweede, Eupen bleef in de Tweede. Ten slotte was er nog een plaats over in de Eerste klasse en daarvoor werd Sporting Charleroi (dat weliswaar op twee na laatste was geworden), als profclub uitgekozen en de club promoveerde zo ook mee.
°°° Na het seizoen 1995/96 hield RFC Seraing, zestiende en op twee na laatste was geworden in de Eerste klasse, op te bestaan. Dit resulteerde in een extra beschikbare plaats. De eerste twee teams uit Tweede klasse, namelijk Sporting Lokeren en Racing Genk promoveerden rechtstreeks en namen de plaats van de twee rechtstreekse degradanten in, Excelsior Moeskroen won de eindronde in Tweede klasse, en promoveerde zo ook mee.
°°°° Voor het seizoen 2005/06 werd er beslist de zeventiende uit de Eerste klasse mee te laten doen in de eindronde samen met drie tweedeklassers. Lierse werd dat jaar zeventiende in de Eerste klasse, het won de eindronde en bleef zo in de eerste afdeling. Het seizoen daarop werd dezelfde formule gebruikt en trad opnieuw Lierse aan als eersteklasser. Deze keer trok KV Mechelen aan het langste eind. Vanaf het seizoen 2007/08 werd weer de oude formule gebruikt, een eindronde met vier ploegen uit Tweede klasse. In 2008/09 werd een eindronde met twee eersteklassers gespeeld, omdat wegens inkrimping van de hoogste afdeling er extra eersteklassers clubs moesten afvloeien. Ook na deze hervormingen speelt vanaf 2009/10 een eersteklasser in de eindronde voor een plaats in de hoogste klasse.

## Meeste seizoenen in Tweede klasse per club
Enkel clubs die meer dan 30 seizoenen in tweede klasse speelden zijn opgenomen. Teams in cursief bestaan niet meer.
| Stam- nummer | Club                          | Aantal seizoenen op een totaal van 99 | Periode |
| ------------ | ----------------------------- | ------------------------------------- | --- |
| 58           | Boom FC                       | 48                                    | 1922-1923, 1924-1929, 1931-1938, 1943-1944, 1949-1959, 1963-1965, 1971-1977, 1978-1992, 1993-1995                                  |
| 221          | Sint-Niklase SK               | 47                                    | 1931-1932, 1943-1944, 1947-1962, 1964-1981, 1982-1984, 1985-1987, 1989-1996, 1997-1999                                             |
| 148          | KV Turnhout                   | 47                                    | 1925-1931, 1932-1936, 1937-1939, 1941-1944, 1945-1952, 1960-1963, 1964-1966, 1968-1977, 1990-1993, 1995-2001, 2009-2011            |
| 19           | KV Kortrijk                   | 44                                    | 1911-1914, 1919-1922, 1924-1926, 1927-1928, 1943-1944, 1945-1964, 1973-1976, 1979-1980, 1992-1998, 1999-2000, 2004-2008            |
| 24           | Racing Mechelen               | 41                                    | 1909-1910, 1912-1914, 1924-1925, 1937-1948, 1958-1960, 1962-1964, 1966-1968, 1969-1975, 1976-1988, 1990-1994, 2014-2015            |
| 21           | Tilleur FC                    | 37                                    | 1909-1914, 1919-1925, 1926-1928, 1929-1933, 1934-1939, 1946-1948, 1959-1964, 1967-1973, 1974-1976                                  |
| 53           | AS Oostende KM                | 37                                    | 1922-1926, 1931-1937, 1938-1939, 1941-1944, 1945-1947, 1949-1958, 1961-1969, 1970-1971, 1973-1974, 1977-1979                       |
| 3434         | Patro Eisden Maasmechelen     | 37                                    | 1956-1960, 1961-1970, 1975-1978, 1984-1992, 1994-2005, 2014-2016                                                                   |
| 90           | SC Eendracht Aalst            | 36                                    | 1936-1939, 1947-1951, 1957-1960, 1962-1965, 1977-1991, 1992-1994, 2003-2005, 2011-2015                                             |
| 15           | Ukkel Sport                   | 35                                    | 1909-1911, 1912-1914, 1921-1922, 1923-1939, 1941-1944, 1945-1947, 1948-1952, 1953-1958                                             |
| 54           | KSK Tongeren                  | 35                                    | 1925-1926, 1927-1929, 1942-1944, 1945-1952, 1971-1981, 1983-1996                                                                   |
| 132          | KVK Tienen                    | 34                                    | 1931-1937, 1938-1939, 1941-1944, 1945-1957, 1967-1968, 1999-2004, 2006-2012                                                        |
| 18           | Stade Leuven                  | 33                                    | 1909-1926, 1931-1934, 1936-1949, 1950-1953, 1981-1983, 1988-1991                                                                   |
| 47           | Racing White Daring Molenbeek | 33                                    | 1922-1924, 1925-1930, 1931-1934, 1947-1965, 1984-1985, 1989-1990, 1998-2001                                                        |
| 8            | RCS Verviétois                | 32                                    | 1909-1912, 1924-1925, 1926-1930, 1931-1936, 1948-1956, 1961-1972                                                                   |
| 17           | RFC Seraing                   | 32                                    | 1924-1926, 1931-1939, 1941-1944, 1945-1952, 1958-1960, 1965-1969, 1980-1982, 1987-1990, 1991-1993                                  |
| 25           | KV Mechelen                   | 31                                    | 1909-1921, 1922-1924, 1925-1926, 1927-1928, 1956-1963, 1964-1965, 1969-1971, 1977-1981, 1982-1983, 1997-1999, 2001-2002, 2005-2007 |

## Seizoen 2015/16
Het seizoen 2015/16 was het laatste voor een grote competitiehervorming vanaf 2016/17 waarbij het aantal ploegen in de 'Eerste klasse B', de vernieuwde Tweede klasse, wordt gereduceerd tot acht ploegen met een licentie profvoetbal. White Star Brussel werd competitiewinnaar, maar omdat het geen licentie profvoetbal verkreeg, promoveerde KAS Eupen naar de Eerste klasse A en zakte de club zelf naar Eerste klasse amateurs. Uit de Eerste klasse A zakte hekkensluiter Oud-Heverlee Leuven naar 1B.
| Positie | Ploeg        | Punten | Toeschouwersaantal | Afdeling 16-17 |
| ------- | ------------ | ------ | ------------------ | -------------- |
| 1       | White Star   | 63     | 488                | 1 amateurs     |
| 2       | KAS Eupen    | 62     | 1790               | 1A             |
| 3       | Antwerp      | 62     | 11528              | 1B             |
| 4       | Tubize       | 57     | 834                | 1B             |
| 5       | Cercle       | 54     | 4572               | 1B             |
| 6       | Union        | 51     | 2153               | 1B             |
| 7       | Lierse       | 51     | 4235               | 1B             |
| 8       | Lommel       | 50     | 2162               | 1B             |
| 9       | Roeselare    | 50     | 1472               | 1B             |
| 10      | Dessel       | 48     | 1005               | 1 amateurs     |
| 11      | Seraing      | 44     | 801                | 1 amateurs     |
| 12      | Virton       | 34     | 1153               | 1 amateurs     |
| 13      | Geel         | 31     | 1469               | 1 amateurs     |
| 14      | Deinze       | 29     | 1022               | 1 amateurs     |
| 15      | Patro Eisden | 24     | 916                | 1 amateurs     |
| 16      | Heist        | 19     | 809                | 1 amateurs     |
| 17      | Koksijde     | 16     | 624                | 1 amateurs     |

## Statistieken
- Lijst van voetbalclubs in België naar seizoenen Tweede Klasse
- Karel Voogt (SC Eendracht Aalst) was de jongste debutant ooit, hij was vijftien jaar en twee dagen oud.
- Karel Voogt (SC Eendracht Aalst) was de jongste scorer ooit, hij was vijftien jaar, een maand en één week oud.
- Emile Binet (FC Sérésien) maakte de meeste doelpunten ooit in tweede klasse, namelijk 248.
- Eugeen Vanneste (Kortrijk Sport) speelde de meeste wedstrijden ooit in tweede klasse, namelijk 436.

De officiële benamingen van deze competitie luidden achtereenvolgens Bevordering (van 1909 tot 1926), Eerste Afdeling (van 1926 tot 1952), Tweede Klasse (van 1952 tot 2016). 
In 2016 werd de Tweede Klasse opgeheven en vervangen door Eerste klasse B en Eerste klasse Amateurs.
Albanië · 
Andorra · 
Armenië · 
Azerbeidzjan · 
België (tot 2016 / vanaf 2016) ·
Bhutan ·
Bosnië-Herzegovina (BiH) · 
Bosnië-Herzegovina (RS) · 
Bulgarije · 
Curaçao · 
Cyprus · 
Denemarken · 
Duitsland · 
Engeland · 
Estland · 
Faeröer · 
Finland · 
Frankrijk · 
Georgië · 
Gibraltar · 
Griekenland · 
Hongarije · 
Ierland · 
IJsland · 
Israël · 
Italië · 
Kazachstan · 
Kosovo · 
Kroatië · 
Letland · 
Litouwen · 
Luxemburg · 
Malta · 
Moldavië · 
Montenegro · 
Nederland · 
Noord-Ierland · 
Noord-Macedonië · 
Noorwegen · 
Oekraïne · 
Oostenrijk · 
Polen · 
Portugal · 
Roemenië · 
Rusland · 
Schotland · 
Servië · 
Servië en Montenegro (FR Joegoslavië) ·
Slovenië · 
Slowakije · 
Sovjet-Unie · 
Spanje · 
Tsjechië · 
Tsjecho-Slowakije ·
Turkije · 
Turkse Republiek Noord-Cyprus · 
Wales (Noord) · 
Wales (Zuid) · 
Wit-Rusland · 
Zweden · 
Zwitserland